# Attore amore mio
Attore amore mio è stato un programma televisivo italiano di genere Varietà, trasmesso dalla Rete 1 per 4 puntate, il venerdì alle 20:40 dal 2 al 23 gennaio 1982.

## Il programma
Il programma, scritto da Roberto Lerici, Antonello Falqui e Gigi Proietti, si basa sulla verve istrionica di quest'ultimo che anima una serie di monologhi comici, spesso parodie sugli stereotipi dell'attore teatrale, affiancato, di volta in volta, dai giovani membri della sua scuola di recitazione, tra cui i debuttanti Rodolfo Laganà, Massimo Wertmüller, Gianfranco Jannuzzo, Paola Tiziana Cruciani e Pino Quartullo.